# Liga ACB 2001-2002
La Liga ACB 2001-2002 è stata la 46ª edizione del massimo campionato spagnolo di pallacanestro maschile.
Il torneo si compone di diciotto formazioni, che si affrontano in un unico girone all'italiana con partite di andata e ritorno. Le prime otto si qualificano per i play-off per il titolo nazionale, disputati al meglio delle cinque gare con la prima e la terza e la quinta in casa della meglio classificata al termine della stagione regolare. Le ultime due retrocedono in Liga LEB.
Il TAU Cerámica, quarto al termine della stagione regolare, vince il suo primo titolo nazionale in finale dei play-off sull'Unicaja Málaga, secondo dopo le trentaquattro giornate.

## Risultati

### Stagione regolare
|     | Squadra                   | G  | V  | P  | PF    | PS    | Pt. | Qualificazione    |
| --- | ------------------------- | -- | -- | -- | ----- | ----- | --- | ----------------- |
| 1.  | FC Barcelona              | 34 | 27 | 7  | 2.960 | 2.687 | 61  | playoffs          |
| 2.  | Unicaja Málaga            | 34 | 27 | 7  | 2.782 | 2.455 | 61  | playoffs          |
| 3.  | Real Madrid CF            | 34 | 24 | 10 | 2.818 | 2.577 | 58  | playoffs          |
| 4.  | TAU Cerámica              | 34 | 24 | 10 | 2.764 | 2.429 | 58  | playoffs          |
| 5.  | Pamesa Valencia           | 34 | 21 | 13 | 2.681 | 2.534 | 55  | playoffs          |
| 6.  | Adecco Estudiantes        | 34 | 20 | 14 | 2.933 | 2.771 | 54  | playoffs          |
| 7.  | Jabones Pardo Fuenlabrada | 34 | 19 | 15 | 2.675 | 2.709 | 53  | playoffs          |
| 8.  | Caprabo Lleida            | 34 | 19 | 15 | 2.764 | 2.745 | 53  | playoffs          |
| 9.  | DKV Joventut              | 34 | 18 | 16 | 2.858 | 2.824 | 52  |                   |
| 10. | Fórum Valladolid          | 34 | 17 | 17 | 2.753 | 2.738 | 51  |                   |
| 11. | Casademont Girona         | 34 | 17 | 17 | 2.587 | 2.671 | 51  |                   |
| 12. | Caja San Fernando         | 34 | 14 | 20 | 2.608 | 2.613 | 48  |                   |
| 13. | Leche Río Breogán         | 34 | 13 | 21 | 2.530 | 2.731 | 47  |                   |
| 14. | CB Granada                | 34 | 12 | 22 | 2.809 | 2.943 | 46  |                   |
| 15. | Cáceres Club Baloncesto   | 34 | 11 | 23 | 2.655 | 2.933 | 45  |                   |
| 16. | Canarias Telecom          | 34 | 10 | 24 | 2.560 | 2.786 | 44  |                   |
| 17. | Cantabria Lobos           | 34 | 7  | 27 | 2.623 | 2.942 | 41  | retrocesse in LEB |
| 18. | Gijón Baloncesto          | 34 | 6  | 28 | 2.564 | 2.836 | 40  | retrocesse in LEB |

## Playoff
|  | Quarti di finale | Quarti di finale | Quarti di finale |        |                | Semifinali | Semifinali | Semifinali |  |  | Finali | Finali         | Finali |
|  |                  |                  |                  |        |                |            |            |            |  |  |        |                |        |
|  | 1.               | Barcellona       | 3                |        |                |            |            |            |  |  |        |                |        |
|  | 8.               | Lleida           | 1                |        |                |            |            |            |  |  |        |                |        |
|  | 8.               | Lleida           | 1                |        | 1.             | Barcellona | 1          |            |  |  |        |                |        |
|  |                  |                  |                  |        | 1.             | Barcellona | 1          |            |  |  |        |                |        |
|  |                  | 4.               | Saski Baskonia   | 3      |                |            |            |            |  |  |        |                |        |
|  | 4.               | 4.               | Saski Baskonia   | 3      | Saski Baskonia | 3          |            |            |  |  |        |                |        |
|  | 4.               |                  |                  |        | Saski Baskonia | 3          |            |            |  |  |        |                |        |
|  | 5.               | Valencia         | 1                |        |                |            |            |            |  |  |        |                |        |
|  |                  |                  |                  |        |                |            |            |            |  |  | 4.     | Saski Baskonia | 3      |
|  |                  |                  | 2.               | Málaga | 0              |            |            |            |  |  |        |                |        |
|  | 2.               | Málaga           | 3                |        |                |            |            |            |  |  |        |                |        |
|  | 7.               | Fuenlabrada      | 0                |        |                |            |            |            |  |  |        |                |        |
|  | 7.               | Fuenlabrada      | 0                |        | 2.             | Málaga     | 3          |            |  |  |        |                |        |
|  |                  |                  |                  |        | 2.             | Málaga     | 3          |            |  |  |        |                |        |
|  |                  | 6.               | Estudiantes      | 0      |                |            |            |            |  |  |        |                |        |
|  | 3.               | 6.               | Estudiantes      | 0      | Real Madrid    | 2          |            |            |  |  |        |                |        |
|  | 3.               |                  |                  |        | Real Madrid    | 2          |            |            |  |  |        |                |        |
|  | 6.               | Estudiantes      | 3                |        |                |            |            |            |  |  |        |                |        |

| Liga ACB 2000-2001     |
| ---------------------- |
| TAU Cerámica 1º titolo |

## Formazione vincitrice
| N° | Naz.                   | Ruolo | Sportivo                 |  | Alt. |  |
| -- | ---------------------- | ----- | ------------------------ |  | ---- |  |
| 4  | Argentina (bandiera)   | AG    | Luis Scola               |  | 206  |  |
| 5  | Argentina (bandiera)   | AP    | Andrés Nocioni           |  | 201  |  |
| 6  | Stati Uniti (bandiera) | P     | Elmer Bennett            |  | 183  |  |
| 7  | Francia (bandiera)     | AP    | Laurent Foirest          |  | 197  |  |
| 7  | Spagna (bandiera)      | P     | Javier Muñoz Santamaría  |  |      |  |
| 8  | Spagna (bandiera)      | A     | Eduardo Hernández García |  |      |  |
| 8  | Spagna (bandiera)      | C     | Asier Arzallus           |  |      |  |
| 9  | Spagna (bandiera)      | AP    | Sergi Vidal              |  | 198  |  |
| 10 | Lituania (bandiera)    | AP    | Mindaugas Timinskas      |  | 200  |  |
| 11 | Grecia (bandiera)      | P     | Chrīstos Charisīs        |  | 191  |  |
| 11 | Argentina (bandiera)   | GA    | Hugo Sconochini          |  | 192  |  |
| 12 | Jugoslavia (bandiera)  | C     | Dejan Tomašević          |  | 208  |  |
| 13 | Argentina (bandiera)   | AC    | Gabriel Fernández        |  | 204  |  |
| 14 | Argentina (bandiera)   | AC    | Fabricio Oberto          |  | 208  |  |
| 15 | Stati Uniti (bandiera) | P     | Chris Corchiani          |  | 183  |  |
|    | Jugoslavia (bandiera)  | All.  | Duško Ivanović           |  |      |  |

## Premi e riconoscimenti
- Liga ACB MVP:  Tanoka Beard, DKV Joventut
- Liga ACB MVP finali:  Elmer Bennett, Tau Ceramica